# 夜曲Op. 48 (蕭邦)
夜曲Op. 48是蕭邦的一組夜曲作品，於1841年創作並於1842年出版。它被獻給Mlle. Laure Duperré。

## Op. 48, No. 1
|  |  |

夜曲Op. 48, No. 1是C小調，4/4拍，緩板，共77小節。到了第25小節樂曲進入C大調的第二部分，比開首略慢（poco più lento），到第49小節回到A段，並標記加倍速度（doppio movimento agitato）。

## Op. 48, No. 2

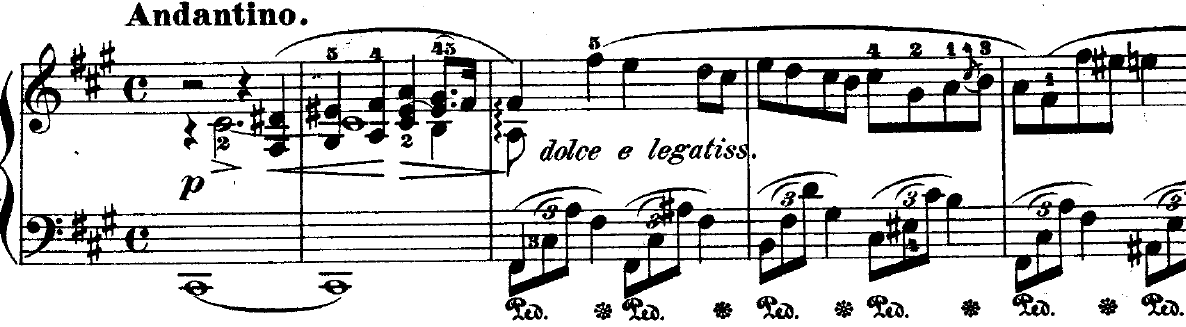
Op. 48 No. 2的開首

夜曲Op. 48, No. 2是升F小調，4/4拍，小行板，共137小節。到了第57小節速度變得更慢(più lento)和轉為降D大調，到了第101小節回復原來速度和升F小調，但到結尾調性變為升F大調。
蕭邦曾指出樂曲第二部分像宣敘調，情景如“一名暴君下命令，而其他人則求饒”（a tyrant commands, and the other asks for mercy）。

## 外部連結
- 夜曲 Op. 48：国际乐谱典藏计划上的乐谱
- Cecile Licad於伊莎貝拉嘉納藝術博物館演奏Op. 48 No. 1[永久]及Op. 48 No. 2